# André Jean Baptiste Robineau-Desvoidy
Pour les articles homonymes, voir Robineau.
André Jean Baptiste Robineau-Desvoidy est un médecin, un entomologiste et un géologue français, né le 1er janvier 1799 à Saint-Sauveur-en-Puisaye et mort le 25 juin 1857 à Paris.

## Biographie
Il étudie la médecine à Paris mais passe sa thèse à Montpellier. Il commence à exercer dans sa ville natale. Il a une clientèle importante car il lui arrive d’oublier de demander des honoraires. Il commence très tôt à s’intéresser à l’entomologie et notamment aux diptères. Sa première publication est consacrée aux tachinaires lui vaut les félicitations de ses anciens professeurs : Pierre André Latreille (1762-1833), André Marie Constant Duméril (1774-1860) et Henri-Marie Ducrotay de Blainville (1777-1850) qui en font un rapport élogieux que Georges Cuvier (1769-1832) lui-même signera. Robineau-Desvoidy s’intéresse dès lors à de multiples aspects de l’histoire naturelle : l’appareil olfactif des crustacés (1820), l’anatomie de la trompe des diptères (1821), l’anatomie de la cuticule des arthropodes (1822). Il dédie ses Recherches sur l’organisation vertébrale des crustacés, des arachnides et des insectes (1828) à Étienne Geoffroy Saint-Hilaire (1772-1844). En 1830, il fait paraître une étude sur les tachinaires dans laquelle il décrit 3 000 espèces. Outre ses travaux entomologiques, il fait aussi paraître des études géologiques et paléontologiques.
Très solitaire et d’un tempérament agressif, il se heurte à Cuvier, à Latreille, à de Blainville, à Pierre Justin Marie Macquart (1778-1855). Il demande, dans son testament à être enterré dans sa propriété de Saint-Sauveur-en-Puisaye en présence uniquement de son cheval et de son chien. Sa très riche collection de diptères n’est offerte au Muséum national d'histoire naturelle qu’en 1931 dans un état de délabrement avancé.

## Liste partielle des publications
- Essai sur la tribu des culicides. Mém. Soc. Hist. Nat. Paris 3 : 390-413 (1827).
- Essai sur les myodaires. Mém. Pres. Div. Sav. Acad. R. Sci. Inst. Fr. 2 (2), 813 p. (1830) (lire en ligne).
- Notice sur le genre fucellie, Fucellia, R.D., et en particulier sur le Fucellia arenaria. Ann. Soc. Entomol. Fr. 10 : 269-72. (1842).
- Myodaires des environs de Paris [part]. Ann. Soc. Entomol. Fr. (2) 6 : 429-77. (1849). Cet article marque le début d'une série dont la première partie a pour titre "Études sur les myodaires des environs de Paris." Ces parties paraissent dans Ann. Soc. Entomol. Fr. (2) 2 : 5-38 (1844) ; (2) 4 : 17-38 (1846) ; (2) 5 : 255-87 (1847) ; (2) 6 : 429-77 (1849) ; (2) 8 : 183-209 (1850) ; (2) 9 : 177-90, 305-21 (1851).
- Mémoire de M. Léon Dufour où il donne la description de la larve et des mœurs d'une muscide, larve qui vit du sang de petites hirondelles. Bull. Soc. Entomol. Fr. (2) 7 : iv-v. (1849)
- Description d'agromyzes et de phytomyzes écloses chez M. le colonel Goureau. Rev. Mag. Zool. (2) 3 : 391-405. (1851)
- Diptères des environs de Paris. Famille des myopaires. Bull. Soc. Sci. Hist. Nat. L'Yonne 7 : 83-160. (1853).
- Histoire naturelle des diptères des environs de Paris. Œuvre posthume du Dr Robineau-Desvoidy. Publiée par les soins de sa famille, sous la direction de M.H. Monceaux. 2 volumes. Masson et Fils, Paris. 1 500 p. (1863) Notice bibliographique de la BNF